# Nunciella cheliplus
Nunciella cheliplus is een hooiwagen uit de familie Triaenonychidae.